# Allophylus exappendiculatus
Allophylus exappendiculatus är en kinesträdsväxtart som beskrevs av Somner, Ferrucci & Frazão. Allophylus exappendiculatus ingår i släktet Allophylus och familjen kinesträdsväxter. Inga underarter finns listade i Catalogue of Life.